# آيت أوجيل (آيت مالك)
آيت أوجيل هو دُوَّار يقع بجماعة سيدي سليمان مول الكيفان، عمالة مكناس، جهة فاس مكناس في المملكة المغربية. ينتمي الدوّار لمشيخة آيت مالك التي تضم 16 دوار. يقدر عدد سكانه بـ 323 نسمة حسب الإحصاء الرسمي للسكان والسكنى لسنة 2004.

## وصلات خارجية
- البوابة الوطنية للجماعات الترابية
- المندوبية السامية للتخطيط